# Oxycera nigrisincipitalis
Oxycera nigrisincipitalis är en tvåvingeart som beskrevs av Norman E. Woodley 2001. Oxycera nigrisincipitalis ingår i släktet Oxycera och familjen vapenflugor. Inga underarter finns listade i Catalogue of Life.